# Nostratiske sprog
Nostratiske sprog er en hypotetisk sproglig storæt, hvortil mange forskellige sprogfamilier i Europa, Nordafrika og Asien måske hører. Betegnelsen er international, men stammer fra den danske sprogforsker Holger Pedersen, der benævnte den efter det latinske ord nostras 'vore landsmænd'.
Selvom et fjernt slægtskab mellem flere sprogætter i Eurasien har været foreslået allerede i 1800-tallet, var det først i 1960'erne, at de to russiske sprogforskere Aharon Dolgopolsky og Vladislav M. Illich-Svitych formulerede en detaljeret teori herom. De gjorde det uafhængigt af hinanden, men blev ført sammen af Vladimir Dybo.
Den nostratiske sprogæt omfatter ifølge Dolgopolsky 1998 følgende sprogætter:
- indoeuropæiske sprog
- uralske sprog (herunder finsk-ugriske sprog og samojediske sprog)
- altaiske sprog (herunder tyrkiske sprog, mongolske sprog, tungusiske sprog og måske japansk og koreansk)
- afroasiatiske sprog (herunder bl.a. semitiske sprog)
- dravidiske sprog i Sydindien (bl.a. tamil)
- kartvelske sprog i Sydkaukasus (bl.a. georgisk)

Sidenhen har sprogforskere som Allan Bomhard, Joseph Greenberg og Irén Hegedüs tilføjet følgende grupper:
- eskimoiske sprog

tre sibiriske sprogætter:
- tjukotko-kamtjatkasprog
- jukagirisk
- giljakisk

og de uddøde:
- †tyrrhenske sprog (herunder †etruskisk)
- †elamitisk, oftest grupperet sammen med dravidisk
- †sumerisk, verdens tidligst overleverede sprog

Det hypotetiske sprog, fra hvilket alle disse andre sprogætter skulle være udviklet, benævnes proto-nostratisk eller det nostratiske grundsprog. Nogle sprogforskere anser det for at have været talt et sted i Den Frugtbare Halvmåne for måske 15.000 år siden.
I modsætning til mange andre foreslåede storætter hviler hypotesen om det nostratiske sprogslægtskab stort set på anvendelsen af den traditionelle komparative metode, hvormed man siden slutningen af 1800-tallet har bestemt, at sprog er beslægtet med hinanden. Der synes at være både systematiske lydkorrespondenser mellem de nostratiske sprog og fælles grammatiske elementer. Ikke desto mindre er hypotesen om de nostratiske sprogs slægtskab endnu ikke generelt accepteret blandt sproghistorikere rundt omkring i verden. Metoderne har ofte været kritiseret, men mange fagfolk afviser ikke hypotesen; de nøjes med at konstatere, at der endnu ikke foreligger fældende beviser for slægtskabet. Der foregår en livlig debat i internationale sprogforskerkredse både mellem skeptikerne og tilhængerne af hypotesen på den ene side og mellem forskellige skoler af tilhængere på den anden side, der er uenige om enkeltheder i teorien – fx om hvilke sprogætter der skal inkluderes.

## Nostratisk poesi
Den afdøde russiske nostratiker Vladislav Illich-Svitych forfattede et digt på proto-nostratisk; det kan læses som en kommentar til de af hans kolleger, der er skeptiske over for hypotesen:
| nostratisk (Illich-Svitych's notation) | nostratisk (IPA)          | russisk                             | dansk oversættelse                      |
| -------------------------------------- | ------------------------- | ----------------------------------- | --------------------------------------- |
| K̥elHä wet̥ei ʕaK̥un kähla                | /K̕elHæ wet̕ei ʕaK̕un kæhla/ | Язык – это брод через реку времени, | Sproget er et vadested over tidens flod |
| k̥aλai palhʌ-k̥ʌ na wetä                 | /k̕at͡ɬai palhVk̕V na wetæ/  | он ведёт нас к жилищу умерших;      | det fører os til de dødes bolig;        |
| śa da ʔa-k̥ʌ ʔeja ʔälä                  | /ɕa da ʔak̕V ʔeja ʔælæ/    | но туда не сможет дойти тот,        | men han kan ikke komme dertil           |
| ja-k̥o pele t̥uba wete                   | /jak̕o pele t̕uba wete/     | кто боится глубокой воды.           | [han] som er bange for det dybe vand    |